# Tamburlaine

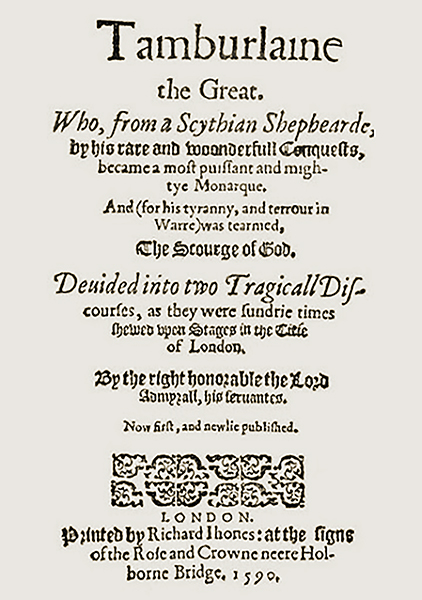
Página de título de Tamburlaine (1590)

Tamburlaine the Great (Tamerlán el Grande, en español) es una obra de teatro en dos partes, escrita por Christopher Marlowe. Basada vagamente sobre la vida del famoso emperador Timur el cojo, fue escrita entre 1587 o 1588, representando una piedra angular del drama isabelino y apartándose del lenguaje desmañado y la argumentación poco clara de los dramaturgos de la época Tudor. El lenguaje es vívido y fresco, la acción es espectacular y la complejidad intelectual le añade interés. Junto a La tragedia española de Thomas Kyd, puede considerarse uno de los primeros y más resonantes éxitos de la escena teatral londinense.
Aunque las grandes tragedias de las épocas isabelina y jacobea la han condenado a un puesto secundario de valoración, su significación, creando un conjunto de motivos y temas de notable atractivo, así como el potencial del verso blanco usado en el drama, son aún hoy reconocidos y considerados notablemente.
Existe una edición en español, Tragedias de Christopher Marlowe, editada en Barcelona por Orbis en 1983, de 316 páginas, y traducción de Juan G. de Luaces; dicha edición incluye Tamerlán el Grande, La trágica historia del doctor Fausto y Eduardo Segundo (ISBN 8475302076).